# Prosopantrum flavifrons
Prosopantrum flavifrons är en tvåvingeart som först beskrevs av Tonnoir och Malloch 1927.  Prosopantrum flavifrons ingår i släktet Prosopantrum och familjen myllflugor. Inga underarter finns listade i Catalogue of Life.